# Хабарное
Хаба́рное — село в Оренбургской области. Входит в состав МО города Новотроицка.
Административный центр Хабаринского сельсовета.

## География
Село расположено в южных отрогах Уральских гор, на берегу реки Урал, вдоль высохшего ручья. Рядом с селом проходит граница между Россией и Казахстаном.
Расстояние до:
- районного центра (Новотроицк): 6 км
- сёл входящих в состав Хабаринского сельсовета (Старая Аккермановка): 20 км
- ближайшей ж/д станции (вокзал г. Новотроицка): 10,5 км

## Население
| 2010 |
| ---- |
| 1701 |

## Этимология
Происхождение топонима связывают с перевозкой почты из Губерлинской крепости в Орскую (казахское хабар — «весть», «известие», «сообщение»). Можно рассматривать название и как наследие древних монгольских племен (монгольское хавар, хабар — «весна»). В таком случае Хабарное означает — «Весеннее».

## История
На месте нынешнего села люди жили ещё в глубокой древности. О чём свидетельствует большое количество курганов вокруг села.
Хабарное было заложено Иваном Неплюевым в сентябре 1742 года как редут Разбойный. Так он был назван орчанами по реке Разбойка (на данный момент это ручей). В дальнейшем редут переименовали в Хабарный. Кроме редута Разбойный, вдоль гористого побережья были ещё редуты Кокуй и Горюн. Вначале Редут заселялся солдатами Пензенского полка, которые жили здесь непостоянно.
Это было военное поселение для защиты от башкирцев и соседских орд. В редутах и форпостах находились военные команды в основном в летнее время, а в зимнее имелись совсем малочисленные гарнизоны. В период Пугачёвского восстания редут принадлежал правительственным войскам. Генерал-майор Станиславский, шедший из Орской крепости на помощь гарнизону крепости Ильинской, в своем рапорте оренбургскому губернатору Рейнсдорпу от 4 декабря 1773 года сообщил: «В одном Разбойном редуте изб три, в коих генерал-майор, штаб-офицеры, обер-офицеры и рядовые вмещались попеременно и обогревались раскаленными огнями».
Для усиления края в 1805 году из Чебаркульской станицы сюда на поселение насильно переведено 50 казачьих семей, которые на новом месте всячески притеснялись чиновниками. К переселению чебаркульские казаки относились неохотно и устраивали сопротивление. По сговору с чиновниками уральские заводчики в 1834 году обманным путём захватили земли вокруг поселка и заложили до 20 медных рудников, следы которых видны до сих пор. По сведениям 1869 года, в районе Хабарном родилось 18 человек (9 мужчин, 9 женщин), которые крестились в Спасо-Преображенском соборе г. Орска.
Недалеко от Хабарного проходила так называемая «царская дорога» вдоль «царского родника», которые были названы в честь посещения наследником Российского престола, будущим императором Александром II.
Во время гражданской войны в посёлке Хабарном располагался штаб казачьего полка дутовцев, державший в двухмесячной осаде Орск. Здесь были сосредоточены главные силы белых. 9-10 сентября со стороны Орска был предпринят налёт. Белые оставили посёлок.
Здесь 4 августа 1918 года была расстреляна Мария Петровна Корецкая. Она пробиралась в осажденный дутовцами Орск. Сообщив защитникам города о готовящемся наступлении дутовцев и, получив данные о положении в Орске, отправилась в Оренбург. По дороге в районе Хабарного белоказаки опознали её и схватили. Марию привели в штаб белых. Её пытали и допрашивали, пытаясь хоть что-то узнать о положении Красной армии, находящейся в Орске. Но она так ничего не сказала, и за это была расстреляна в окрестностях села.
В 1966 году на этом месте открыли памятник Марии Корецкой.
Во время начала Второй мировой войны, 1 января 1939 года в селе был организован колхоз «Ленинский путь». К 28 мая 1959 года колхоз реорганизован в совхоз им. Шевченко. В 1992 году совхоз преобразован в акционерное общество, а в ноябре 1998 года — в сельскохозяйственную артель им. Шевченко.

## Инфраструктура
К селу ведёт асфальтовая дорога, связывающая с. Хабарное и г. Новотроицк. Проведены газопровод, трубопровод, электричество и телефонная связь. В посёлке имеются как частные одноэтажные дома, так и государственные панельные многоэтажки (около 30). их обслуживает РЭС № 9 управления коммунального хозяйства г. Новотроицка.
Село имеет отделения Сбербанка и связи (почта), несколько магазинов, а также кафе.

### Медицина
На территории села расположен фельдшерско-акушерский пункт. Здесь проводятся дородовые патронажи и наблюдения за новорожденными, но как такого роддома в Хабарном нет. Проводятся такие процедуры, как вакцинация, физлечение, первая помощь. При мелких травмах или несерьезных заболеваниях местные жители лечатся в хабаринском медпункте. При сложных ситуациях сельчане направляются в город к своему участковому врачу.

### Охрана правопорядка
За порядком в селе следит административный участок № 26.
На обслуживаемой территории АУ № 26 находятся следующие предприятия и организации: ООО «УКХ», ДОУ «Солнышко», СОШ № 4, лагерь «Чайка», дом отдыха «УТЕС», детский лагерь «РОДНИК», отделение Сбербанка.

## Современная обстановка

### Экономика
Экономическая обстановка в селе неблагоприятная.
После развала совхоза имени Шевченко в селе стала развиваться безработица, появилось большое количество заброшенных сооружений, большая площадь в распоряжении Хабарного опустела. Сельчане стали зарабатывать на жизнь, работая в городе. Но вместе с этим стало развиваться предпринимательство.
Список организаций, составляющих экономику села:
- Садоводческое некоммерческое хозяйство № 1 (овощеводство, выращивание картофеля и ягод)
- Крестьянское фермерское хозяйство «Русь» (разведение свиней, крупного рогатого скота, овец и коз)
- Сельскохозяйственный производственный кооператив «Хабарное» (животноводство и овощеводство, техника для сельского и лесного хозяйств, колесные тракторы — монтаж, ремонт и техническое обслуживание, розничная торговля вне магазинов, котлы центрального отопления — ремонт и обслуживание)
- ООО «ТехСнабПром» (автотранспорт, мотоциклы — торговля, ремонт и техническое обслуживание)
- ООО «НОВОТРОИЦК БЕКОН» (животноводство, общестроительные работы)
- ООО «ОРХИДЕЯ» (цветы и другие растения, семена и удобрения — торговля)

### Политика
Как и во многих сёлах России, насущные вопросы в Хабарном, решаются созывом общественного совета. При этом работает местная администрация, в компетенцию которой входит решение более мелких проблем.

### Социальная и духовная сфера

#### Религия
Во времена Империи и гражданской войны в казачьей станице Хабарное находилась церковь, но была разрушена примерно в 1930 году. И только спустя 80 лет — 19 января 2010 года в селе был построен храм святого апостола Андрея Первозванного. Помощь в строительстве оказывали крупные предприятия, отдельные предприниматели и прихожане. Во время открытия устроили торжественное мероприятие, на которое собрались почти все жители села.
В Хабарном церковь является не только духовным центром, но и достопримечательностью. Почти каждый месяц сюда на экскурсию, приезжают религиозные клубы или обычные туристы с соседних сел и городов.

#### Досуг
Рядом с Хабарным, на берегу реки Урал находится песчаный пляж. На нём установлена площадка для игры в волейбол и бадминтон, несколько лавочек и раздевалка, летом здесь устанавливается летнее кафе.
Имеется в селе сельский клуб. Здесь есть хореографический кружок, кукольный театр для детей. В клубе имеется свой ансамбль «Казачья вольница», который выступает не только в Хабарном, но и в Новотроицке.

#### Образование
Образование в селе есть как школьное, так и дошкольное.
Единственной школой в селе является школа № 4. Она была создана в 1924 году и представляла собой барак. К 1981 году было построено новое здание школы. По состоянию на 2012 год школу посещают 130 человек, среди которых 13 первоклассников.
В распоряжении села имеется детский сад «Солнышко», который посещают 76 детей (2012).

## Административное деление
Село делится на два микрорайона (1-й и 2-й микрорайон). В 1-м микрорайоне находится 2 улицы. Во 2-м находится 1